# Karl Kupsky
Karl Kupsky (* 30. Dezember 1906 in Wien, Österreich-Ungarn; † 14. April 1984 in Wien oder Baden) war ein österreichischer Architekt und Hochschullehrer. Er war Rektor der Technischen Hochschule Wien.

## Leben
Karl Kupsky studierte ab 1924 an der Technischen Hochschule Wien Architektur, 1928 beendete er das Studium mit Diplom und war von diesem Zeitpunkt bis 1932 im Atelier von Erwin Ilz und Hans Pfann tätig. Parallel dazu besuchte er bis 1930 bei Karl Holey die Meisterschule Architektur an der Hochschule, 1931 promovierte er dort zum Dr. techn. mit einer Dissertation zum Thema Vorschlag zur Regulierung des XXI. Bezirks. Ab 1932 arbeitete er an der Hochschule als Assistent an der Lehrkanzel für Wohnbau, Städtebau und Siedlungswesen bei Erwin Ilz. 1937 legte er die Ziviltechnikerprüfung ab, von 1946 bis 1950 realisierte er in einer Bürogemeinschaft mit Harald Bauer einige Um- und Neubauten.
1946 wurde er außerordentlicher Professor, von 1950 bis zu seiner Emeritierung im Jahr 1977 war er als Nachfolger von Siegfried Theiss ordentlicher Professor für Hochbau an der Technischen Hochschule. In den Studienjahren 1950/51 bis 1953/54 war er auch Dekan der Fakultät für Architektur. Im Studienjahr 1959/60 wurde er zum Rektor der Technischen Hochschule Wien gewählt. Als Obmann des Raumausschusses der Technischen Hochschule in der Zeit von 1951 bis 1977 erstellte unter anderem den Generalbauplan für den Standort Getreidemarkt, nach seinen Plänen wurde auch von 1965 bis 1972 das sogenannte Chemie-Hochhaus der Hochschule an der Ecke Getreidemarkt/Lehargasse am Gelände der ehemaligen k.u.k. Kriegsschule hinter dem Geniedirektionsgebäude errichtet.
Ab 1951 war er korrespondierendes Mitglied der Deutschen Akademie für Städtebau und Landesplanung, von 1965 bis 1975 war er Präsident des Künstlerhauses Wien.
Karl Kupsky realisierte zahlreiche Wohn-, Geschäfts- und Industriebauten. Außerdem erstellte er in den Jahren 1946 und 1947 Flächenwidmungspläne für Wiener Neustadt und Feldkirch, im Auftrag der Stadt Wien arbeitete er ein Konzept für die Verkehrsplanung aus. Mit seiner Arbeit Behördenprojekt für das Allgemeine Krankenhaus leistete er 1958 Vorarbeiten für den Neubau des Allgemeinen Krankenhauses der Stadt Wien. Kupsky beteiligte sich an Architekturwettbewerben, unter anderem für die Neugestaltung des Karlsplatzes (1946) und den Bau der Wiener Stadthalle (1952/53) sowie des Elektrotechnischen Institutsgebäudes der TU Wien in der Gußhausstraße (1965). 1978 legte er seine Architektenbefugnis zurück.
1941 heiratete Karl Kupsky die Architektin Friederike Lüftner (1913–1989). Die kirchliche Trauung fand fünf Jahre später in Gaaden bei Wien statt. Er war ab 1953 Mitglied der Freimaurerloge Freundschaft, ab 1971 affiliertes Mitglied der Loge Zu den 3 Rosen.
1985 stiftete Friederike Lüftner den Karl-Kupsky-Preis, der seitdem jährlich an Architekturstudenten der Technischen Universität Wien für besondere Leistung auf dem Gebiet des Hochbaudetails vergeben wird.

## Auszeichnungen
- 1955: Offizier des Ordre des Palmes Académiques (officier d’académie)
- 1961: Österreichisches Ehrenkreuz für Wissenschaft und Kunst I. Klasse
- 1969: Großes Silbernes Ehrenzeichen für Verdienste um die Republik Österreich
- 1981: Johann Joseph Ritter von Prechtl-Medaille[6]
- 1982: Goldenes Ehrenzeichen für Verdienste um das Land Wien

## Werk

### Bauten und Entwürfe (Auswahl)

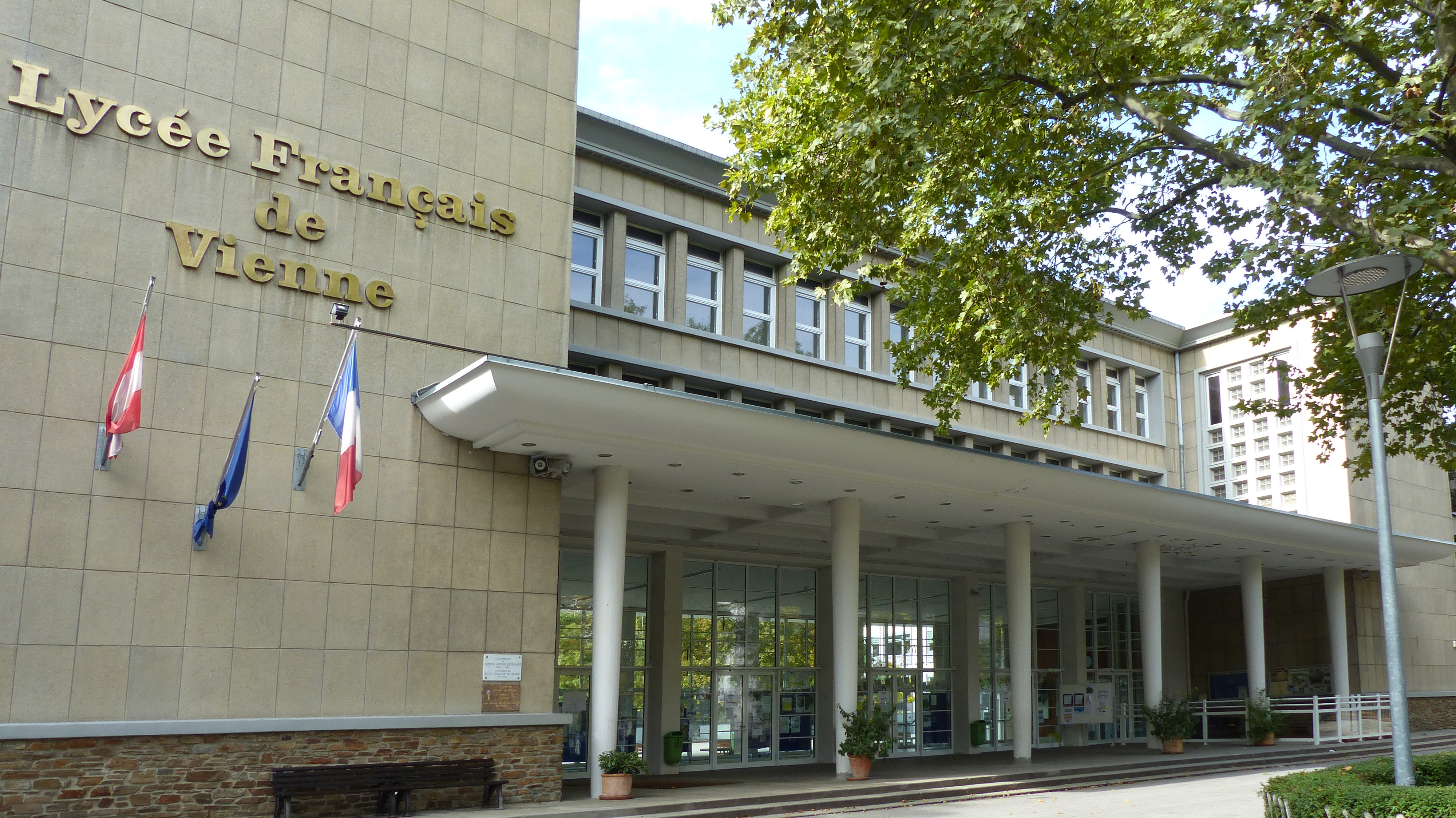
Lycée Français de Vienne

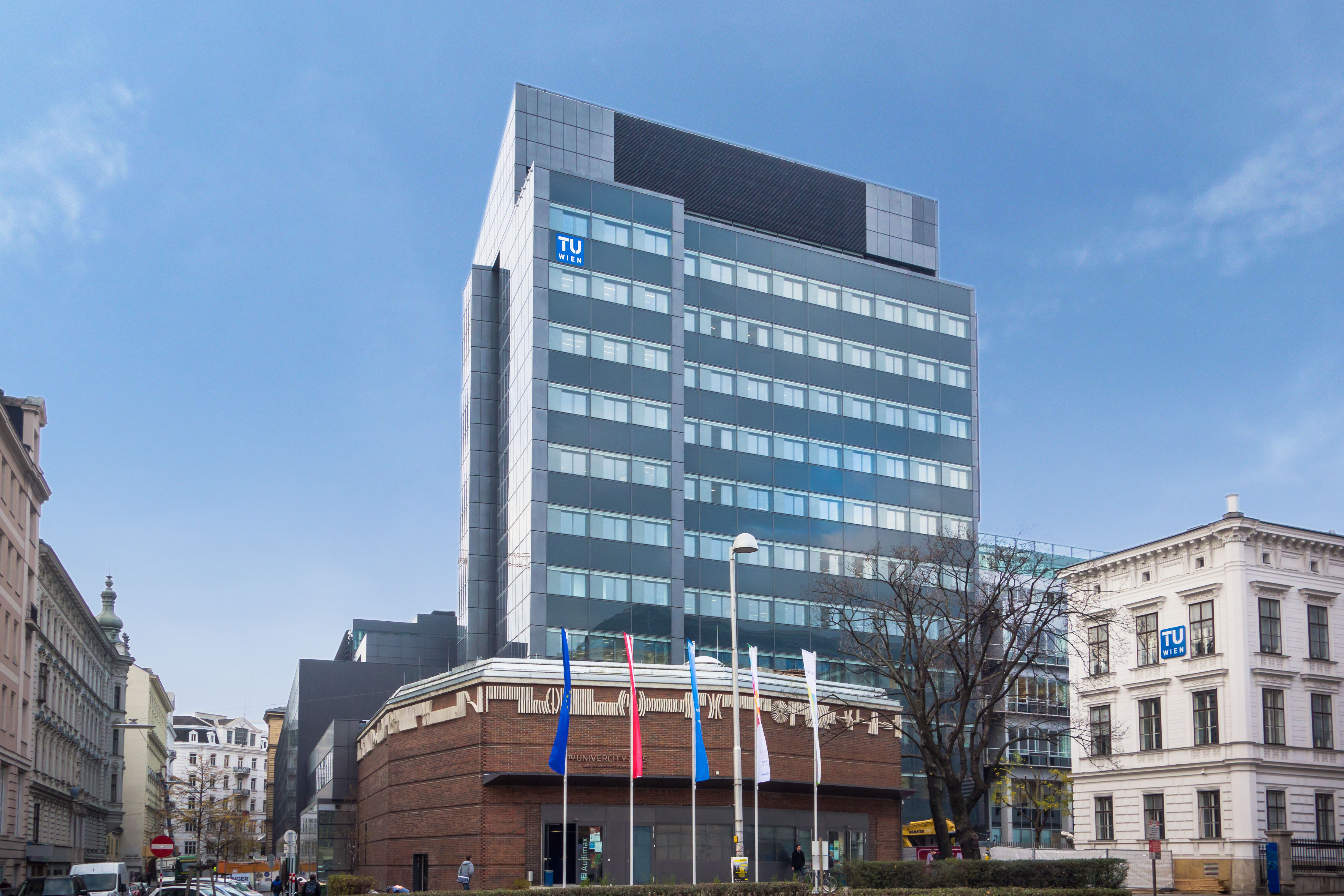
Chemiehochhaus am Getreidemarkt

- 1937–1945: Errichtung und Umbauten von Länderbank-Filialen unter anderem in Wien, Baden, Wiener Neustadt, St. Pölten, Graz und Znaim
- 1949–1952: Umbau des Zwirnerstöckls und Anbau des runden Pavillons als Kindergarten der Tabakregie in Linz, Untere Donaulände 66 (gemeinsam mit Harald Bauer)
- 1950–1952: Volks- und Hauptschule Plankenmaisstraße in Donaustadt
- 1951–1952: Kongresssiedlung (Bauteil 1) in Hietzing, Dr.-Schober-Straße / Kalmanstraße (mit Hans Pfann und K. Brandner)
- 1952–1953: Wohnhausanlage der Tabakregie in Linz, Honauerstraße / Untere Donaulände (gemeinsam mit Harald Bauer)
- 1953–1956: Lycée Français de Vienne (gemeinsam mit J. Lauvent)
- 1957–1958: Wohnhausanlage Riedenhof in Linz
- 1958: Mitarbeiter-Wohnheim der Steyr-Daimler-Puch-AG am Schwarzenbergplatz
- 1962–1963: Wohnhausanlage Schlachthausgasse 3 in Wien-Landstraße[7]
- 1965–1972: Neues Institutsgebäude der chemisch-technischen Fakultät der TU Wien (Chemiehochhaus), Getreidemarkt / Lehargasse (gemeinsam mit Erich Panzhauser)

### Schriften (Auswahl)
- 1931: Vorschlag zur Regulierung des XXI. Bezirks. (Dissertation)
- 1947: Städtebau und Landesplanung. In: der aufbau. Heft 1–2/1947, S. 1–4.
- 1949: Dombaumeister Hofrat Prof. Dr. techn. Karl Holey – 70 Jahre.
- 1949: Stadtplanung Wiener Neustadt. In: der aufbau. Heft 5/1949, S. 173–178.
- 1950: Über das Ergebnis des Wettbewerbes zur Gestaltung des Stadtviertels Fischerstiege in städtebaulicher und architektonischer Hinsicht. In: der aufbau. Heft 11/1950, S. 509–516.
- 1958: Behördenprojekt für das Allgemeine Krankenhaus. Wien 1958.
- 1962: Der Krankenhausbau in Österreich.
- 1963: Ausbauprojekt der Technischen Hochschule in Wien.